# Jules Margerin
 (décembre 2016).
Si vous disposez d'ouvrages ou d'articles de référence ou si vous connaissez des sites web de qualité traitant du thème abordé ici, merci de compléter l'article en donnant les références utiles à sa vérifiabilité et en les liant à la section « Notes et références ».
Pour les articles homonymes, voir Margerin.
Jules Margerin est un médecin et entrepreneur français, né le 20 septembre 1837 à Saint-Hilaire-lez-Cambrai (Nord) et mort le 11 janvier 1920 à Valenciennes.

## Biographie
Issu d'une famille de mulquiniers (tisserands de batiste) et notables locaux (mayeurs, échevins) de Saint-Hilaire-lez-Cambrai (Cambrésis), Jules Margerin rompt avec la tradition familiale et devient médecin à Valenciennes (Nord).
Il épouse Rosalie Leriche, fille de Philippe Leriche (1816-1861) (fabricant de batiste et maire de Neuville-sur-Escaut) et Marie Antoinette Nicq.
Passionné de sciences et de techniques, Jules Margerin transforme, dès avant 1895, le moulin sur l'Escaut hérité de sa femme à Neuville-sur-Escaut en une centrale de production d'électricité au service des fermes des environs, de la gare de Lourches et de la commune de Neuville-sur-Escaut. Il figure dès lors parmi les pionniers de l'électrification rurale en France.
À cette époque, seule la grande industrie avait droit à l'électricité, tandis que les grandes villes commençaient tout juste à être reliées. L'électrification rurale ne sera généralisée en France que dans les années 1920-1930.

## Œuvres
- Des névromes plexiformes (variété de tumeurs sous cutanées), avec une étude des névromes en général, (thèse de médecine), impr. A. Parent, Paris, 5 avril 1867.